# Poliochera cretacea
Poliochera cretacea — вимерлий вид павукоподібних ряду рицінулей (Ricinulei). Вид існував у кінці крейдяного періоду, 99,7-94 млн років тому. Скам'янілості виду (голотип F2336/BU/CJW ) знайдено у кусочку бурштину з М'янми.